# Mortal Kombat: Deception
Mortal Kombat: Deception è un videogioco picchiaduro prodotto da Midway Games nel 2004. 
Sesto capitolo della serie e seguito di Mortal Kombat: Deadly Alliance, aggiunge diverse modalità di gioco e rinnova il gameplay. 
Gli scenari di Deception sono totalmente interattivi, con barriere, trappole mortali e molteplici piani su cui combattere. Il gameplay è molto più fluido rispetto a Deadly Alliance e sono presenti più combo rispetto al passato. I personaggi questa volta hanno due Fatality e una mossa per il suicidio chiamata Harakiri. La modalità Konquista permette al giocatore di prendere i panni di Shujinko ed esplorare i reami, la cui struttura ricorda un gioco di ruolo. La Kripta stavolta contiene circa duecento bare in meno di quella presente nel precedente capitolo. È inoltre il primo Mortal Kombat e uno dei primi giochi di combattimento a presentare un'ampia modalità online.

## Trama
Durante l'attacco al Palazzo di Shang Tsung, le forze della Terra vengono sopraffatte dall'alleanza mortale; l'unico rimasto ancora in vita è Raiden, il dio del tuono, che raccogliendo le forze si scaglia contro i due stregoni e ingaggia una dura lotta. Gli sembra di avere la vittoria in pugno, ma viene poi sconfitto grazie a un attacco combinato degli avversari. La vittoria dura poco, perché cresce la sete di potere tra i due, che così tentano di eliminarsi a vicenda per poter regnare da soli sui reami. Quan Chi riesce, alla fine, a sconfiggere Shang Tsung.
A questo punto una figura gigantesca entra nel palazzo mentre tutte le mummie dell'armata iniziano ad inginocchiarsi. Quan Chi riconosce Onaga, il leggendario Re Dragone, tornato per reclamare il suo regno e il suo esercito. Shang Tsung e Raiden si rialzano e si alleano a Quan Chi nel disperato tentativo di annientare la nuova minaccia, finché Raiden provoca una devastante esplosione, come ultimo, disperato tentativo di eliminare Onaga, e rade al suolo il palazzo uccidendo gli stregoni e sé stesso, ma il Re Dragone non viene scalfito minimamente. Onaga entra così in possesso dell'amuleto di Quan Chi, necessario a comandare il suo esercito e poi fugge via. Ma, tra le fiamme, qualcuno ha assistito alla scena: quell'uomo è Shujinko, ingannato dal Re Dragone, che gli ha permesso di tornare in vita grazie a misteriose chiavi per i reami noti come Kamidogu ("strumento divino", dal giapponese "kami", Dio, e "dogu", strumento) che ha cercato durante tutta la sua vita. Solo lui può fermare questa minaccia, nata dall'inganno.
Shujinko assorbe quindi tutte le abilità combattive di tutti i Combattenti e raggiunge il palazzo di Onaga. Ermac, intanto, libera dall'ipnosi di Onaga i guerrieri della Terra sopravvissuti. Shujinko raggiunge il Re Dragone, distrugge i Kamidogu che gli davano l'immortalità ed infine lo uccide, ristabilendo la pace nei reami.

## Personaggi
| Classici | Nuovi                                                                          | Esclusivi |
| --- | ------------------------------------------------------------------------------ | --- |
| - Baraka - Bo' Rai Cho - Ermac - Jade - Kabal - Kenshi - Li Mei - Liu Kang - Nightwolf - Raiden - Mileena - Noob Saibot - Scorpion - Sindel - Smoke - Sub-Zero - Tanya | - Ashrah - Hotaru - Dairou - Darrius - Havik - Kira - Kobra - Onaga - Shujinko | Ver. Nintendo GameCube - Goro - Shao Khan Ver. PlayStation Portable - Jax Briggs - Frost - Kitana - Blaze - Goro - Shao Kahn |

### Nuovi
- Ashrah - un demone che cerca di fuggire dal Netherrealm uccidendo altri demoni.
- Hotaru - comandante dell'esercito dell'Orderrealm, è stato reclutato come generale delle armate di Onaga, il Re Dragone.
- Dairou - mercenario, un tempo una guardia nel reame dell'Ordine.
- Darrius - capo della resistenza contro l'oppressione dell'Ordine.
- Havik - clerico del Caos e nemico dell'Ordine.
- Kira - una giovane donna recluta del clan del Dragone Nero.
- Kobra - altra recluta del clan del Dragone Nero.
- Onaga - il Re Dragone, legittimo possessore del trono di Outworld, usurpato da Shao Kahn.
- Shujinko - campione degli dei Anziani, a sua insaputa aiuta il Re Dragone a tornare in vita.

### Classici
- Baraka - Generale Tarkatan, guida i suoi guerrieri mutanti in nome di Onaga.
- Bo' Rai Cho - Maestro di Liu Kang, Kung Lao e Shujinko, prende Li Mei come apprendista.
- Ermac - Guerriero enigmatico, un tempo ha servito Shang Tsung e ora aiuta Kenshi e Liu Kang nella lotta contro Onaga.
- Jade - Amica della principessa Kitana, combatte Onaga per liberare l'amica dalla sua schiavitù.
- Kabal - Ex membro del Dragone Nero, vuole far rinascere il clan.
- Kenshi - Compagno delle Forze Speciali U.S.A. insieme a Sonya Blade, Jax e Cyrax.
- Li Mei - allieva dal maestro Bo' Rai Cho.
- Liu Kang - Un tempo Campione del Mortal Kombat, ritorna sotto forma di zombie per vendicare la sua morte.
- Nightwolf - Sciamano protettore della Terra.
- Raiden - Dio del tuono, dopo essersi sacrificato invano nel tentativo di fermare il Re Dragone, torna in vita impazzito e corrotto (come dimostrano i suoi abiti, diventati più scuri e i suoi occhi, diventati rossi), cosa che lo porta a non farsi scrupoli e ad usare mezzi non-convenzionali per salvare la Terra, anche a discapito degli altri reami.
- Mileena - Clone malefico della principessa Kitana
- Noob Saibot - Misterioso ninja del Netherrealm, fa coppia fissa con Smoke
- Scorpion - Ninja morto e risorto, viene nominato Campione degli dèi Anziani per fermare il Re Dragone.
- Sindel - Regina di Edenia, madre di Kitana.
- Smoke - Ex-cyber ninja del Lin Kuei, ora combatte insieme a Noob Saibot che gli dà gli ordini.
- Sub-Zero - Gran Maestro del nuovo clan Lin Kuei, combatte Hotaru e il Re Dragone.
- Tanya - Guerriera di Edenia, tradisce il suo popolo passando dalla parte del Re Dragone.

### Boss e sub-boss
- Noob-Smoke: sub-boss
- Onaga: boss finale

## Modalità di gioco

### Modalità Konquista
Nella modalità Konquista vediamo il giovane Shujinko reclutato da, Damashi, uno degli dei antichi per ritrovare alcuni manufatti (Kamidogu) che permetterebbero di sconfiggere una volta per tutte le forze dell'oscurità che minacciano i reami. In realtà è un tranello di Onaga, il Dragon King, a cui servono i Kamidogu per poter tornare a regnare.
Da una sala centrale possiamo così accedere a tutti i regni (Outworld, Earthrealm, Netherrealm, Order Realm, Chaos Realm, Edenia). Il gioco è strutturato in missioni il cui ordine è libero e attraversa a livello temporale l'intera vita di Shujinko. Nei vari reami scopriamo gli eventi che hanno portato a questo capitolo di Mortal Kombat e parliamo con la maggior parte dei personaggi della serie.
Disseminati per gli scenari troveremo i Koins, monete che ci permettono di acquistare le bare nella Kripta e per far sbloccare nuove mosse speciali a Shujinko. Per procedere nel gioco comunque bisogna per forza passare per alcuni punti prefissati.
Sono presenti diversi easter eggs: per esempio nell'Outworld bisogna trovare un vampiro per un certo Han Velsing; chiaro riferimento a Van Helsing (noto cacciatore di vampiri), infatti Han Velsing è lo scambio tra le iniziali di nome e cognome. Sempre nello stesso regno, Tanya chiede a Shujinko di cercare una grotta dove poter intrappolare Liu Kang; è un riferimento al finale di Tanya di MK4. Nel Chaosrealm, gli abitanti dicono frasi piuttosto ambigue. Se si registrano e si riproducono al contrario, è possibile udire: "Frost è in ibernazione" e "Hsu Hao ritornerà dalla morte? Forse...no!". Nell'Orderrealm, invece, è possibile incontrare il personaggio motion-capture, Mokap.

### Modalità Kombat Scacchi
Questo sottogioco associa lo stile di Mortal Kombat alla tattica degli scacchi. Prima di iniziare, si selezionano alcuni dei personaggi del gioco, associandoli una delle 5 "classi" che si distinguono per lunghezza degli spostamenti e per quantità di energia di base:
- Leader: in possesso di energia quasi completamente piena, ogni squadra ne ha uno e la sua morte (che avviene tramite una Fatality) segna la sconfitta della sua squadra.
- Campione: due per ogni squadra, hanno l'energia completamente piena.
- Stregone: due per ogni squadra, uno capace di lanciare incantesimi negativi sugli avversari e uno invece capace di lanciare incantesimi positivi sugli alleati. Entrambi hanno una scarsa quantità di energia.
- Mutaforma: due per ogni squadra e in possesso di energia piena a metà, sono capaci di assumere le sembianze dei personaggi con cui combattono.
- Pedone: in possesso di poca energia, ogni squadra ne possiede otto

A quel punto, i pezzi vengono posizionati su una scacchiera, di fronte a quelli avversari. È possibile piazzare una casella-trappola che esplode al passaggio dell'avversario. Ci sono due caselle speciali che aumentano l'energia della squadra che ne ha il controllo. Si muove a turno, come negli scacchi, ma per conquistare una casella bisognea combattere un vero incontro in stile MK (l'attaccante parte con un bonus di energia). La fine della partita è simile allo scacco matto (ma deve accadere un'eliminazione fisica, a differenza degli scacchi dove si impedisce al Re di scappare), solo che il malcapitato subisce una Fatality.

### Modalità Puzzle Kombat
Simile a Tetris, il giocatore è chiamato a disputare un torneo contro i vari personaggi controllati dal computer. Scopo del gioco: accatastare mattoni. Questi scendono dall'alto, sono formati da elementi di colore diverso e si possono girare e spostare fino a quando non toccano qualcosa. Bisogna far coincidere più mattoni dello stesso colore, e poi farli esplodere toccandoli con un mattone-bomba (del giusto colore) che viene rilasciato di tanto in tanto. È possibile scegliere la difficoltà del gioco, così come nei combattimenti. Ogni personaggio è dotato di una mossa speciale anche se pochi ne hanno di veramente efficaci. Man mano che si sale verso il boss di fine livello la difficoltà e la velocità di gioco aumentano gradualmente, così come il premio in Koins di ogni quadro. I personaggi disponibili (disegnati in grafica Super-Deformed) sono:
- Scorpion
- Baraka
- Nightwolf
- Ermac
- Sindel
- Sub Zero
- Bo' Rai Cho
- Kenshi
- Mileena
- Jade
- Kabal
- Raiden

## Mortal Kombat: Unchained
Mortal Kombat Unchained (uscito nel 2006) è la versione per PlayStation Portable di Mortal Kombat Deception. La versione è relativamente la stessa, ma sono stati aggiunti anche:
- Jax Briggs, morto e risorto per servire Onaga.
- Frost, ninja del Lin Kuei, creduta morta da Sub-Zero, ora rediviva e in cerca di vendetta contro il suo maestro.
- Kitana, anch'ella morta e risorta per servire Onaga.
- Blaze, in cerca di un combattente adatto per riunire le forze del bene per la battaglia finale. In seguito diventerà un mostro trasformato dai Dei Anziani nell'Armageddon.

Sono stati aggiunti poi i personaggi di Goro e Shao Kahn, presenti anche per la versione per Gamecube.
È presente anche una modalità chiamata Resistenza, nella quale dopo aver scelto un personaggio, si va avanti fino a che il proprio personaggio non muore. Si affrontano i primi 19 avversari su un'arena normale, dove non si possono effettuare Fatality né uccidere gli avversari con qualche oggetto distruttivo nello sfondo, ma solo azzerando la loro energia, finché si arriva al 20º avversario, Onaga, dove viene affrontato nel suo livello (lo stesso della modalità Arcade). Questa modalità fu poi utilizzata per Mortal Kombat Armageddon .
Poiché i modelli dei personaggi aggiunti (esclusi Goro e Shao Kahn) sono stati presi da  Mortal Kombat: Deadly Alliance, essi non eseguono Hara-Kiri, possiedono una sola Fatality (tranne per Blaze, che non ne ha assolutamente) e hanno le stesse mosse del capitolo precedente.

## Accoglienza
La rivista Play Generation classificò Liu Kang come il terzo zombie più insolito tra quelli presenti nei titoli per PlayStation 2.

## Giochi correlati
- Mortal Kombat
- Mortal Kombat: Deadly Alliance
- Mortal Kombat: Armageddon
- Tekken 4
- Virtua Fighter 4